# Perdicium
Perdicium  es un género de plantas con flores pertenecientes a la familia de las asteráceas. Comprende 60 especies descritas y de estas, solo 2 aceptadas.

## Taxonomía
El género fue descrito por Carlos Linneo y publicado en Plantae Rariores Africanae 22. 1760. La especie tipo es: Perdicium capense L.	

## Especies aceptadas
A continuación se brinda un listado de las especies del género Perdicium aceptadas hasta julio de 2012, ordenadas alfabéticamente. Para cada una se indica el nombre binomial seguido del autor, abreviado según las convenciones y usos.
- Perdicium capense L.
- Perdicium leiocarpum DC.